# 稲荷崎
稲荷崎（いなりざき）は、愛知県弥富市の地名。

## 地理
旧弥富町南西部に位置する。東は稲狐町、西は栄南町、南は境町、北は中原・三好に接する。

## 歴史

### 町名の由来
稲荷新田の先にある新田であることによるか、新田開発者が稲荷神社を勧請していることによるとも考えられるという。

### 人口の変遷
国勢調査による人口および世帯数の推移。
| 1995年（平成7年）  | 39世帯 188人 |  |
| 2000年（平成12年） | 38世帯 157人 |  |
| 2005年（平成17年） | 39世帯 169人 |  |
| 2010年（平成22年） | 43世帯 166人 |  |
| 2015年（平成27年） | 45世帯 152人 |  |

### 沿革
- 1695年（元禄8年） - 尾張国海西郡平島新田在の服部市兵衛の出願により造成[2]。開発当初は伊勢国桑名郡に所属[2]。
- 1778年（安永7年） - 稲荷神社を勧請[2]。
- 1880年（明治13年） - 尾張国海西郡稲荷崎新田となる[2]。
- 1889年（明治22年） - 合併に伴い、両国村大字稲荷崎新田となる[2]。
- 1906年（明治39年） - 合併に伴い、鍋田村大字稲荷崎新田となる[2]。
- 1937年（昭和12年） - 鍋田村大字稲荷崎に改称[2]。
- 1955年（昭和30年） - 合併に伴い、弥富町大字稲荷崎となる[3]。
- 1970年（昭和45年） - 稲荷崎付および富崎、加稲山の一部を編入[3]。
- 1971年（昭和46年） - 一部が栄南に編入[3]。
- 2006年（平成18年）4月1日 -  市制施行に伴い、大字稲荷崎字いの割が稲荷崎一丁目、字ろの割が稲荷崎二丁目、字はの割が稲荷崎三丁目、字にの割が稲荷崎四丁目、字ほの割が稲荷崎五丁目、字への割が稲荷崎六丁目、字との割が稲荷崎七丁目、字ちの割が稲荷崎八丁目、字りの割が稲荷崎九丁目、字ヘノ割が稲荷崎町ヘノ割にそれぞれ改称[WEB 10]。

## 交通
- 愛知県道103号境政成新田蟹江線[1]

## 施設
- 伊奈里社[1]

### WEB
1. ↑  “愛知県弥富市の町丁・字一覧”.   人口統計ラボ. 2022年12月12日閲覧。
2. ↑  総務省統計局 (2017年1月27日). “平成27年国勢調査の調査結果(e-Stat) - 男女別人口及び世帯数 －町丁・字等” (CSV). 2021年7月21日閲覧。
3. ↑  “愛知県弥富市の郵便番号一覧”.   日本郵便. 2022年12月12日閲覧。
4. ↑  “市外局番の一覧” (PDF).   総務省 (2022年3月1日). 2022年3月22日閲覧。
5. ↑  総務省統計局 (2014年3月28日). “平成7年国勢調査の調査結果(e-Stat) - 男女別人口及び世帯数 －町丁・字等” (CSV). 2021年7月20日閲覧。
6. ↑  総務省統計局 (2014年5月30日). “平成12年国勢調査の調査結果(e-Stat) - 男女別人口及び世帯数 －町丁・字等” (CSV). 2021年7月20日閲覧。
7. ↑  総務省統計局 (2014年6月27日). “平成17年国勢調査の調査結果(e-Stat) - 男女別人口及び世帯数 －町丁・字等” (CSV). 2021年7月21日閲覧。
8. ↑  総務省統計局 (2012年1月20日). “平成22年国勢調査の調査結果(e-Stat) - 男女別人口及び世帯数 －町丁・字等” (CSV). 2021年7月21日閲覧。
9. ↑  総務省統計局 (2017年1月27日). “平成27年国勢調査の調査結果(e-Stat) - 男女別人口及び世帯数 －町丁・字等” (CSV). 2021年7月21日閲覧。
10. ↑  弥富市役所 総務部 総務課 行政グループ (2015年2月19日). “弥富市住所一覧  旧弥富町” (pdf).   弥富市. 2022年12月28日閲覧。[リンク切れ]

### 書籍
1. 1 2 3 4  「角川日本地名大辞典」編纂委員会 1989, p. 1898.
2. 1 2 3 4 5 6 7 8  「角川日本地名大辞典」編纂委員会 1989, p. 176.
3. 1 2 3  「角川日本地名大辞典」編纂委員会 1989, p. 177.